# Vârful Pančić
Vârful Pančić sau Vârful lui Pančić (în sârbă Панчићев врх, în albaneză Maja Pançiq) este cel mai înalt punct din lanțul montan Kopaonik, care se întinde în sudul Serbiei și nordul Kosovoului. Vârful are 2.017 metri deasupra nivelului mării și este situat în comuna Brus din Districtul Rasina, Serbia.
Linia de demarcație dintre Serbia și Kosovo este la aproximativ 50 de metri în sudul vârfului.
Vârful lui Pančić face parte din platoul muntos Suvo Rudište⁠(d) și din zona naturală a Parcului Național Kopaonik. Centrul turistic Kopaonik operează telecabine către Vârful Pančić și Vârful Suvo Rudište.

## Istorie

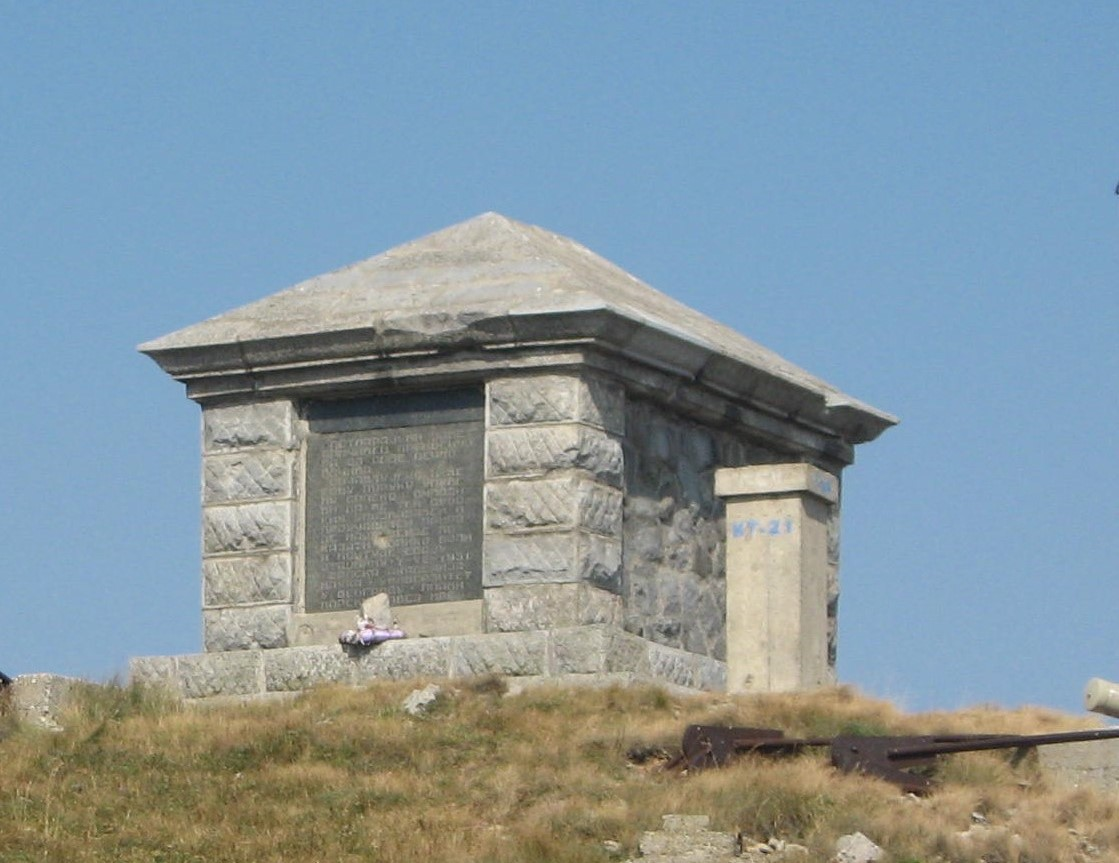
Mausoleul lui Josif Pančić de pe Vârful Pančić

Vârful muntos a fost numit anterior Vârful Milan sau Vârful Milanului (Миланов врх, Milanov vrh) după primul rege al Serbiei moderne, Milan Obrenović. La 7 iulie 1951, a fost redenumit după botanistul sârb Josif Pančić, ale cărui rămășițe (și ale soției sale) au fost îngropate în vârf într-un mic mausoleu, situat lângă turnul radio. Un memorial în memoria lui Pančić a fost amplasat în vârf anterior, în 1897. Locul a fost avariat în timpul bombardamentelor NATO din 1999 asupra Iugoslaviei. 
Porțiunea sârbă a masivului Kopaonik (inclusiv Vârful lui Pančić) face parte din Parcul Național Kopaonik, iar singurul drum de acces către vârf este prin parc.  În vârf se poate ajunge ușor pe jos din complexul turistic Konaci. 
În prezent, este aproape imposibil să se ajungă la acest vârf, deoarece în jurul său au fost construite facilități militare: zona poate fi vizitată doar cu permisiunea eliberată de către [unitatea militară] VP 9115 Zemun.